# Puig-reig
Puig-reig är en kommun i Spanien.   Den ligger i provinsen Província de Barcelona och regionen Katalonien, i den östra delen av landet, 500 km öster om huvudstaden Madrid. Antalet invånare är 4 301. Arean är 46 kvadratkilometer. Puig-reig gränsar till Casserres, Olvan, Sagàs, Santa Maria de Merlès, Gaià, Navàs och Viver i Serrateix. 
Terrängen i Puig-reig är kuperad norrut, men söderut är den platt.